# Pavorde

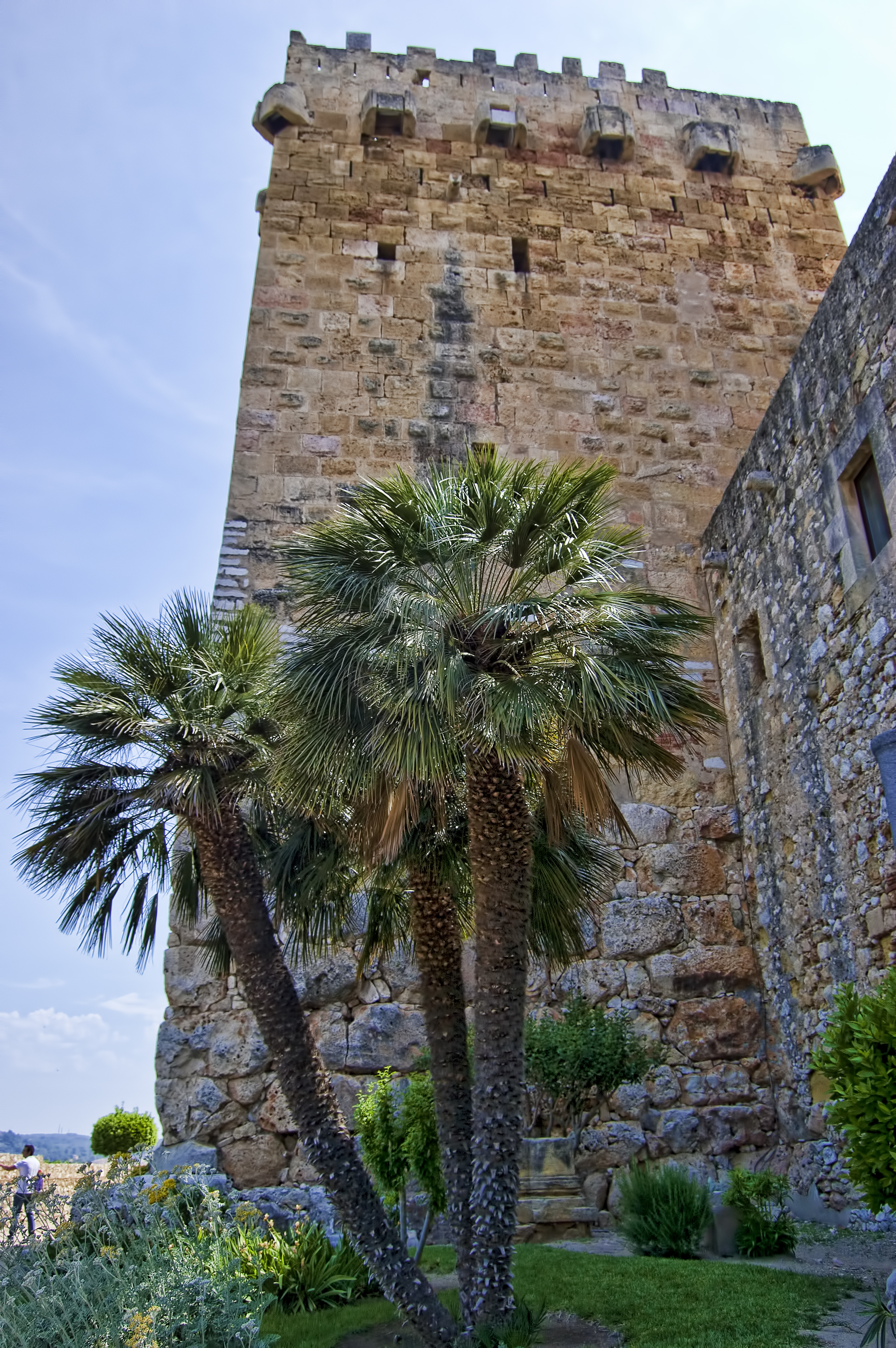
Torre del Arzobispo en las murallas de Tarragona, restos de donde se encontraba el antiguo castillo del Paborde.

Un pavorde, paborde, pabordre, pabordo o pabort —en latín: praepositum, «antepuesto», de ponere, «colocar»— era un administrador general del Capítulo de canónigos. También es la denominación específica que recibe el prepósito eclesiástico en ciertas comunidades religiosas. Pavordía es la denominación de su dignidad, jurisdicción y rentas de su beneficio eclesiástico.

## Historia
El paborde pertenecía a una pabordía o administración de un grupo de bienes y propiedades, que dependía principalmente, de una catedral o de un monasterio. Era un canónigo nombrado por el arzobispo, que le representaba ante los habitantes de una villa para la jurisdicción civil y criminal y tenía potestad para nombrar alcaldes. Al tomar posesión de su cargo, debía exhibir su credencial firmada por el arzobispo ante los fieles y era leída en voz alta por el notario, a lo que el paborde juraba los privilegios y costumbres del lugar y, a continuación, los consejeros, jurados y alcalde debían jurarle fidelidad y vasallaje, quedando constancia en las correspondientes actas notariales.
Dependiendo de la categoría del paborde y de su localización, los habitantes de la villa podían apelar directamente al arzobispo en unos casos y en otros, debían apelar primero al alcalde, y éste al paborde.
En las catedrales hay constancia de pabordes desde el siglo xii, siendo especialmente significativos en la Catedral de Tarragona y en la Seo de Valencia. En estos casos solían ser doce, cada uno con el nombre de un mes. Con lo que recaudaban de las rentas de los bienes y propiedades asignados, en el mes que les correspondía por su nombre, debían mantener al resto de canónigos de su área. Existían pabordías dependiente de la Catedral de Tarragona hasta en las islas de Ibiza y Menorca.
Los pabordes que dependían de los grandes monasterios, como el Monasterio de Ripoll, equivalían a un título inferior al de prior.

## Paborde en Valencia
En la Iglesia metropolitana de Valencia —Arzobispado de Valencia— y en la Universidad de Valencia, la pavordía era un título que se daba a algunos catedráticos de teología, cánones o derecho civil. Como honor vinculado a esa dignidad, se les reservaba un puesto en el coro catedralicio, en orden protocolario inmediatamente posterior a los canónigos, cuyos hábitos usaban. El origen del nombre estriba en que los beneficios para su establecimiento, eran los del antiguo preboste o pavorde de la misma catedral.

## Paborde en Tarragona
El pavorde era el prepósito o administrador general del capítulo del Arzobispado de Tarragona. Era un canónigo nombrado por el arzobispo para representarlo en la jurisdicción civil y criminal que tenía sobre los habitantes de una villa. Él, a la vez, y en representación del señor, nombraba el alcalde.
Cuando el pavorde había determinado venir a tomar posesión mandaba al alcalde, cargo que era de su nombramiento exclusivo, que hiciera pregonar el acto por todos los lugares acostumbrados de la villa a fin de que todos comparecieran, como era costumbre, en el lugar fijado. El pavorde, recibido por toda la congregación, exhibía la escritura credencial de su cargo canonical suscrita por el señor arzobispo, que era leída en alta voz por el notario. El pavorde juraba observar los privilegios y las costumbres de la villa. El alcalde, los jurados y los consejeros le juraban fidelidad y vasallaje en nombre de toda la villa. Todos estos juramentos tan ceremoniosos se practicaban sobre los sagrados cuatro evangelios y delante del notario que sacaba acta de todas las cosas actuadas. 
Tras la posesión, digamos teórica o jurídica, se procedía a la toma de posesión práctica o personal. Toda la comitiva del pavorde y autoridades, siempre acompañados del notario y de un seguimiento de personas principales, se trasladaba a un lugar concreto y el pavorde hacía leer por el notario el documento por el que el arzobispo y el Capítulo de la iglesia de Tarragona mandaban a los hombres del lugar que dieran la posesión del lugar central a su señor. El pavorde estaba introducido por la mano del alcalde. Ordinariamente, en la primera fiesta que siguiera, el Consejo General de toda la villa ratificaba el acto de toma de posesión del pavorde, mientras que el notario que había intervenido se encargaba de dejar constancia por escrito. 
Algún pavorde tomó posesión por medio de representante o procurador suyo. El ceremonial que se observaba en este caso, más o menos, era idéntico. Únicamente que el Consejo General de toda la villa le exigía credenciales de su procura, y la garantía del fuero aldeano.

## Otros usos
También se han encontrado otros usos en citas recogidas desde el siglo xv como: director de una fiesta de vecindad, cargo de una cofradía, director de baile en una fiesta mayor.